# Anévrisme de l'aorte abdominale
 Mise en garde médicale
L'anévrisme de l'aorte abdominale consiste en une dilatation localisée avec perte du parallélisme des parois de l'aorte dans sa portion abdominale. La localisation la plus fréquente se situe en dessous des artères rénales, c'est-à-dire dans la dernière portion de l'aorte.
On parle d'anévrisme lorsque le diamètre transversal maximal du vaisseau est supérieur à 1,5 fois la normale ; en deçà, on parle d'ectasie.
Son diamètre peut parfois atteindre 13 cm, la normale étant de 1,5 cm à 2,5 cm après 65 ans, variable en fonction du sexe et de la morphologie de la personne.
Le risque principal en est la rupture. Il dépend de la taille et de la vitesse de croissance (qui est dépendante elle-même de la taille).

## Épidémiologie
Les anévrismes de l'aorte abdominale sont rares avant l'âge de 60 ans. Entre 65 et 80 ans la prévalence est de 5 à 10 % chez l'homme. Elle est beaucoup plus faible chez la femme. L'incidence semble avoir beaucoup augmenté dans la seconde partie du XXe siècle, peut-être en partie en rapport avec un meilleur dépistage et une augmentation des facteurs de risque cardio-vasculaire : tabagisme, hypertension artérielle, etc. Elle tend à décroître depuis.
Ils sont plus fréquents en cas d'hypertension artérielle ou de tabagisme. Il pourrait exister une susceptibilité génétique : des mutations sur les gènes DAB2IP et DAB2IP sont associées avec une fréquence plus grande d'anévrisme abdominal. Au contraire, des mutations inhibitrices sur le gène IL-6R (codant le récepteur de l'interleukine 6 seraient protectrices.
Ils sont plus rares chez les asiatiques et les diabétiques (probablement secondaire à la médiacalcose chez ces patients).

## Évolution
Tous les anévrismes de l'aorte augmentent inexorablement de taille au cours du temps et le risque de rupture devient important dès que le diamètre de l'aorte dépasse 50 millimètres (< 3 % pour les anévrismes de moins de 4 cm, 10 % pour les anévrismes de 5,5  à   6,9 cm, 30 % pour les anévrismes plus importants), taille à partir de laquelle une opération doit être sérieusement envisagée, ou si l'anévrisme occasionne des douleurs. En cas de rupture, la mortalité opératoire atteint 50 % des cas. La croissance d'un anévrisme engendre en son sein une diminution de la vitesse du flux sanguin ainsi qu'une augmentation de la pression artérielle, le débit sanguin restant lui constant. Plus l'anévrisme grossit, plus il est donc enclin à grossir. La vitesse de croissance augmente avec la taille de l'anévrisme, imposant des surveillances plus rapprochées lorsque le diamètre est proche de 50 mm.

## Diagnostic
Les symptômes précurseurs de la rupture ne sont pas spécifiques et sont très inconstants : douleurs ou pesanteurs abdominales, dorso-lombaires, sacrées, ischémie aux membres inférieurs (par embolisation du thrombus du sac anévrismal), compression urétérale. Parfois le diagnostic est suspecté devant une masse pulsatile abdominale mais ce signe est peu sensible, surtout en cas d'obésité. La plupart du temps un anévrisme de l'aorte est asymptomatique et de découverte fortuite.
Le dépistage, le diagnostic et la surveillance reposent la plupart du temps sur l'échographie abdominale dont la sensibilité et la spécificité sont excellentes dans cette indication, parfois le scanner ou l'IRM. La plupart du temps, un scanner avec injection de produit de contraste iodé est réalisé afin de bien définir les limites proximale et distale de l'anévrisme et préparer l'intervention grâce à différentes mesures.

## Dépistage
Le dépistage ciblé est une option raisonnable chez les personnes à risque. L'intérêt médical reste toutefois discuté.
En France, la Haute Autorité de santé (HAS) a recommandé en 2012 que l’anévrisme de l’aorte abdominale soit recherché au moins une fois, par échographie, chez les hommes de 65 à 75 ans fumeurs ou anciens fumeurs, et ceux de 50 à 75 ans ayant des antécédents familiaux. En Grande-Bretagne, une échographie abdominale est recommandée chez tout homme de plus de 65 ans. 

## Traitement
L'indication d'un traitement chirurgical repose sur la taille de l'anévrisme ainsi que sur la vitesse de croissance. Ainsi, le traitement chirurgical d'un anévrisme de taille modérée (diamètre compris entre 4 et 5,5 cm) n'a pas démontré de supériorité par rapport à une surveillance simple. Le rythme de surveillance de la taille par échographie abdominale dépend de la taille de celui-ci.
La prise en charge de l'anévrisme de l'aorte abdominale a fait l'objet de recommandations, dont celles de la Société européenne de chirurgie vasculaire ont été publiées en 2019
, celles de l'European Society of Cardiology de 2014 et celles, américaines, de l'AHA/ACC de 2022.

### Traitement médical
Il est logique d'inciter à l'arrêt du tabagisme. Les médicaments de type statine pourraient diminuer la vitesse de croissance de l'anévrisme.
À la découverte d'un anévrisme à un endroit, il est recommandé de rechercher des anévrismes ailleurs où ils peuvent être statistiquement associés, ex. : anévrismes poplités, hypogastriques, fémoraux.
Le rôle des médicaments antihypertenseurs n'est pas clair : les inhibiteurs de l'enzyme de conversion diminuerait le risque de rupture mais pas les bêta-bloquants.
S'agissant d'une maladie vasculaire, la prise d'aspirine à petites doses, comme antiagrégant plaquettaire, est recommandée à titre systématique.

### Traitement chirurgical ou par endoprothèse
Le traitement est essentiellement préventif par chirurgie vasculaire : l'anévrisme est ouvert après clampage de l'artère, puis implantation d'une prothèse synthétique dans la lumière aortique avant de refermer l'anévrisme sur la prothèse. La mortalité à un mois de la chirurgie conventionnelle est de 3 à 6 %. Les complications de cette chirurgie sont : infarctus du myocarde, accidents vasculaires cérébraux, colites ischémiques, éjaculation rétrograde, insuffisance rénale, infections.
Depuis le début des années 1990, un traitement moins invasif par techniques endovasculaires peut parfois être proposé avec la mise en place d'une endoprothèse, à partir d'un abord chirurgical de l'artère fémorale. La prothèse est souvent bifurquée, incluant l'origine des deux artères iliaques. Les complications de la chirurgie endovasculaire sont cinq fois plus fréquentes que celles de la chirurgie conventionnelle. Cependant la mortalité péri-opératoire des endoprothèses reste quatre fois inférieure à la chirurgie « classique ». Les réinterventions sont trois fois plus fréquentes que lors d'une chirurgie conventionnelle. Il s'agit dans l'immense majorité des cas d'interventions endovasculaires réalisées par voie percutanée sous anesthésie locale. À long terme, la mortalité respective des deux techniques (conventionnelle et endovasculaire) est équivalente mais le coût chirurgical global de cette dernière est supérieur, avec des réinterventions nécessaires en plus grand nombre et une surveillance par scanner ou échographie plus fréquente. La voie endovasculaire est devenue la technique prédominante actuelle aux États-Unis, constituant près des trois-quarts des procédures.

### Traitement de la rupture
Il s'agit d'une urgence vitale. Deux techniques sont disponibles : l'ouverture abdominale avec réparation chirurgicale de l'anévrisme ou la réalisation d'une imagerie vasculaire en urgence (angioscanner) et la mise en place, quand cela est possible, d'une endoprothèse. La mortalité de ces deux options semble équivalente.